# Хайзионг (провінція)
Хайзионг (в'єт. Hải Dương) — провінція на півночі В'єтнаму, у дельті річки Хонгха. Площа становить 1650 км²; населення за даними перепису 2009 року — 1 705 059 жителів. Адміністративний центр — однойменне місто Хайзионг.

## Клімат
Клімат провінції характеризується як тропічний мусонний, середньорічна температура становить 23,3 °С. Середньорічний рівень опадів: 1300—1700 мм; середня вологість: 85-87 %.

## Населення
За даними на 2009 рік населення Хайзионг склало 1 705 059 осіб, середня щільність населення: 1032,42 осіб/км². Міське населення — 18,97 % (323 407 осіб). Майже все населення (99,68 %) складають етнічні в'єтнамці (1 699 646 осіб).